# Dr. Scissors
Dr. Scissors alias Pino Grzybowsky, eigentlich Axel Grzybowsky, (* 19. März 1964 in Göttingen) ist ein deutscher Musiker, Komponist, Sounddesigner und DJ.

## Biographie
Grzybowsky nahm Unterricht an der elektronischen Orgel von 1974 bis 1978 sowie autodidaktisches Lernen von Keyboard-Spielen am Hohner D6 und am Fender Rhodes. Er hat Deejaying im Jahre 1995 begonnen.
Größte Einflüsse hatten auf ihn frühe Genesis-Alben bis A Trick of the Tail, das Album Ricochet von Tangerine Dream und das Album Logic von Logic System und generell die 1980er Jahre, wobei auch The Cure mit Seventeen Seconds und Simple Minds mit New Gold Dream 81/82/83/84 eine Rolle spielten. Erste eigene Kompositionen und Klangkollagen erfolgten in Multiplay-Technik 1979, und 50 Kopien werden auf Kompaktkassetten über ein Fanzine für elektronische Musik vertrieben. Von 1980 bis 1992 war er Keyboarder diverser Bands im Rhein-Main-Gebiet (Rentryd, Mechanique Marine, Senseless Symmetry, C/no, 51-Sex und Set Fatale).
1987 erfolgte die erste Kompositionen am Atari 1040 ST Computer. Nach dem Ausstieg bei Set Fatale 1992 war die Gründung der Baby Tigers zusammen mit Roger Cobernuss, später ergänzt durch Sascha Nikolic und Helmut Hartl. Ein erstes Projekt hatte er mit Komplettarrangements im Computer unter Einsatz von Synthesizern, Rhythmusmaschinen und Samplern mit Stimme und E-Gitarre. Ab 1993 nahm er dann Vertiefung in die elektronische Tanzmusik und Chill-out, und das eigene Studio wuchs kontinuierlich um analoge Synthesizer und weitere Maschinen. 1995 folgten die ersten Veröffentlichungen auf Labels der Techno-Szene (Superstition, Delirium Records, POD-Communications).
Er wurde 1996 von Gabriel Le Mar für Elektrolux entdeckt. Ein erster Aufenthalt in Los Angeles markiert den Start des Projektes Insekt Jazz mit Mike Knapp aka Xpando von Bassex Records L.A. Deren Titel Wildflower wird der Opener zur Space Night Earthviews IV auf Bayern 3, die erste Space-Night-Staffel, die von Elektrolux (Alex Azary & Gabriel Le Mar) betreut wird. Diverse Veröffentlichungen in der ersten Phase von Elektrolux folgen. Seither hatte er ca. 100 Veröffentlichungen unter diversen Pseudonymen und als Mitglied verschiedener Projekte.
Als DJ und als Live-Musiker war er seit 1995 unterwegs in den USA, Japan, Russische Föderation, Schweiz, Italien, Schweden, Vietnam und Indonesien. Er hatte eine Mitwirkung beim Medienkunstprojekt R111 von Michael Saup mit Ausstellungen in Unna (Connected Cities) 1999, Paris/Créteil 2000, Frameries 2000, Tokio (Canon Artlab at Spiral Building) 2001 und ZKM Karlsruhe 2005. Dr. Scissors leitete einen Workshop für elektronische Musik an der Staatlichen Hochschule für Gestaltung Karlsruhe 1999/2000. Zusammen mit Michael Saup nahm er 2005 bei der Profile Intermedia 8 der Hochschule für Künste Bremen  teil. Er lebt und arbeitet in München.
Seit 2005 arbeitet er unter dem Pseudonym Edgar 9000. Veröffentlichungen erschienen auf den Labels Pasta Records (Vinyl) und Athletikk (digital)
Der Soundtrack für eine Dokumentation über die Hells Angels mit dem Titel 81 The Other World (DVD) entsteht 2007.
Pseudonyme sind Edgar 9000, Nick Vanzetti, T Minus 20 sec., Tator, Mühls, Durst 20, Yellow Porphyr, Rubbersmell Recordings, P.Meson, Capri File und * 3,1415.

## Projekte
- Cracked (zusammen mit Roger C.)
- Fibre Optix und o/p (zusammen mit O.Comas)
- Hollywood Soundmachine (zusammen mit Ray Coburn)
- Infrarot (zusammen mit O.Comas und B-Tracker)
- Insect Jazz (zusammen mit Mike Knapp aka Xpando)
- Endzeit, Mobile Space Unit, Mohare, Monolove und Mo-x (zusammen mit Andreas Kauffelt)
- Our Man In Cairo (zusammen mit unnamed)

## Diskografie (Auszug)
als Edgar 9000
- Below My Danger Line, Album digital, Athletikk
- Sommerschleifen, Album digital, Athletikk
- Gone With The Sound, Album digital, Athletikk
- Black Canvas, Album digital, Athletikk
- Distantio, Album digital, Athletikk
- Golden Monkey, Album digital, Athletikk
- Catatonic & Dub, Album digital, Bandcamp
- Brolen Cube, Album digital, Bandcamp
- Bakhmut, no drums, Album digital, Bandcamp
- In The Elevator wíth, Album digital, Bandcamp

als Dr.Scissors
- Emotions Babe, 10" Vinyl, Elektrolux
- Scuba Tongues, 10" Vinyl, Elektrolux
- Nursing Kit, Doppel 12" Vinyl/CD, Elektrolux
- Fade Out Of The Blue Phase, Online Release, Molekular Funk Guerilla
- Resurrection Shift, Album digital, Bandcamp

als Syrinx 2600
- Docking -20s, CD, Elektrolux

als Insect Jazz (zusammen mit Michael Knappo aka Xpando)
- Hum&Buzz, Doppel 12" Vinyl/CD, Elektrolux
- Transmission From Istanbul, Doppel 12" Vinyl, Elektrolux

als Mobile Space Unit (zusammen mit Andreas Kauffelt)
- Snakeman, 12" Vinyl, Electrocute Soundplates
- Cheat Code EP, 12" Vinyl, Elektrolux

als Mohare (zusammen mit Andreas Kauffelt)
- Carib Icefloe, 12" Vinyl, Aural Satisfaction Records

als Monolove
- Don’t You Know, 12" Vinyl, Elektrolux

als Cracked (unter dem Pseudonym Pino G. zusammen mit Roger C.)
- Totally Recracked, 12" Vinyl/Maxi-CD, Superstition
- Sexed, CD, The Space Frogs/Superstition

Kompilationen
- Spacenight 2, bis 5, east west records/Elektrolux
- Electrocodes 1 bis 3, Elektrolux
- Ambient Diary 1+2, Elektrolux
- Dub Backups 1, Elektrolux
- Serious Dropout Vol.1, Sony Dancepool
- Deeper Shades Of Hooj Vol.2, CD und Vinyl, Hooj Choons Ltd. UK
- Zehnkampf Vol.4
- In Electro We Trust, Datapunk Records